# والیس (نبراسکا)
والیس(به انگلیسی: Wallace) شهری در ایالت نبراسکا کشور ایالات متحده آمریکا است که جمعیت آن در سرشماری سال ۲۰۱۰ میلادی، ۳۶۶ نفر بوده‌است.